# Himno Nacional de las Provincias Unidas del Centro de América
La Granadera  fue el himno de las Provincias Unidas del Centro de América y de República Federal del Centro de América.
Actualmente es utilizada en Guatemala para rendir honores a la Bandera, al Presidente y Vicepresidente, y en actos oficiales como marcha reglamentaria y en otros países centroamericanos, como El Salvador, también se utiliza para el primer mandatario de dicho país.

## Letra
Ya se ve, Patria mía, en tu Oriente
nuevo sol esparcir claridad
ya podemos con voz reverente
pronunciar: Dios, Unión, Libertad.
Cambiarán ya tu vida y tu suerte
un solo hombre tus hijos serán;
ya entre ellos no habrá guerra o muerte
y dichosos tu bien labrarán.
Ya podrás alcanzar pura gloria,
de tus próceres sueño tenaz
y el laurel de tu espléndida historia
será signo de triunfos de paz.
Salve, Patria, tu hermosa bandera
luce al viento del cielo el color;
a su sombra juramos doquiera
a vencer o morir por tu honor.

## Letra modificada para la Bandera de Guatemala
Guatemala, adoptó una nueva letra para la Granadera, en la que habla de la insignia suprema de ese país,aunque en los actos no se utiliza la versión con la letra, sino la versión instrumental, al ingresar la bandera, las personas entonan la letra.
Pabellón nacional eres el símbolo de mi país
emblema universal que identifica nuestra sangre
y nacionalidad, ondeas en el viento en señal de
hermandad, digno eres de soberanía y de la libertad.
Con reverencia honramos tu hermosura
y con civismo honramos tu esplendor
tus colores belleza del cielo, y con
nubes hizo su suave nido el bello quetzal.

## Historia
Antiguamente fue el Himno de las Provincias Unidas del Centro de América,al disolverse la federación, siguió siendo utilizado como himno de facto en algunos estados Centroamericanos hasta bien entrado el siglo XX.
Fue adoptado formalmente por la Organización de Estados Centroamericanos (ODECA) el 22 de junio de 1971 y actualmente sirve como himno del Sistema de la Integración Centroamericana (SICA).

### Orígenes y compositor
La pieza musical conocida como "La Granadera" tiene tres versiones, según la fuente bibliográfica que gentilmente ha proporcionado el licenciado en Historia y músico Luis Antonio Rodríguez Torselli; la primera es la militar: que fue composición específica creada en el año 1842 durante el gobierno del licenciado José Venancio López, su autor permanece aún anónimo; la misma era ejecutada por las bandas marciales para rendir honores al señor Ministro de Guerra.
Las segunda también era ejecutada por militares para rendir honores al señor Presidente y a la bandera de Guatemala; su interpretación musical adquirió carácter de obligatoria en los actos oficiales; especialmente en los actos a los que asistían los representantes diplomáticos extranjeros centroamericanos.
La tercera versión es la religiosa, esta composición fue creada en el año 1877 durante el Gobierno del general Guatemalteco, Rufino Barrios, su autor también permanece anónimo; la misma es ejecutada por bandas marciales a la salida y entrada de los templos de las procesiones mayores, aunque fue creada con exclusividad como un himno para Jesús Nazareno (o de Nazaret).
"La Granadera" es una pieza musical que en el ámbito religioso merece para la feligresía católica, el mayor de los respetos porque al compás de sus acordes se inician los cortejos procesionales denominados "mayores" en los templos, iglesias y basílicas de Guatemala.
Las diferencias en cuanto a estructura musical posiblemente pasan desapercibidas para la mayoría de la población centroamericana, sin embargo, los entendidos en música conocen y saben diferenciar muy bien cada una de las tres versiones de dicha composición musical.
"La Granadera" ha sido parte intrínseca del protocolo guatemalteco y la población se extraña cuando en actos solemnes de orden político no es ejecutada; tal el caso de la ascensión a la Presidencia del licenciado Ramiro de León Carpio, y la del Licenciado Alejandro Maldonado Aguirre cuando por las circunstancias imperantes, no hubo presencia de bandas musicales militares ni grabaciones, y el himno nacional fue cantado "a capella" (sólo voces corales sin acompañamiento de instrumento musical alguno); esa fue la primera vez que en un traspaso de mando presidencial no se ejecutó.
Tanto las versiones que éste documento menciona como 1.ª y 2.ª se refieren a la misma composición musical de corte marcial, hasta el momento no se ha logrado determinar el verdadero origen de ésta composición musical, siendo firmada como "Anónimo" en todas sus reproducciones en discos grabadas por bandas de corte marcial.
Con respecto a la de origen "religioso", a pesar de llamarse también "Granadera", corresponde a una marcha Fúnebre de origen guatemalteco de quién tampoco se conoce su autor, pero que se ha ubicado en la línea del tiempo hacia finales del siglo XIX, aunque algunos estudiosos de la historia se la atribuyen al Maestro Eulalio Samayoa quien, el 2 de julio de 1813, fundó la Asociación Filarmónica del Sagrado Corazón de Jesús en la Ciudad de Guatemala y que hoy se le conoce como la Asociación Filarmónica de Guatemala, Sagrado Corazón de Jesús.